# Chiesa di San Zeno (Fiavé)
La chiesa di San Zeno, anche nota come chiesa di San Zenone, è una chiesa sussidiaria di Fiavé, in Trentino. Fa parte della zona pastorale delle Giudicarie e risale al XV secolo.

## Storia

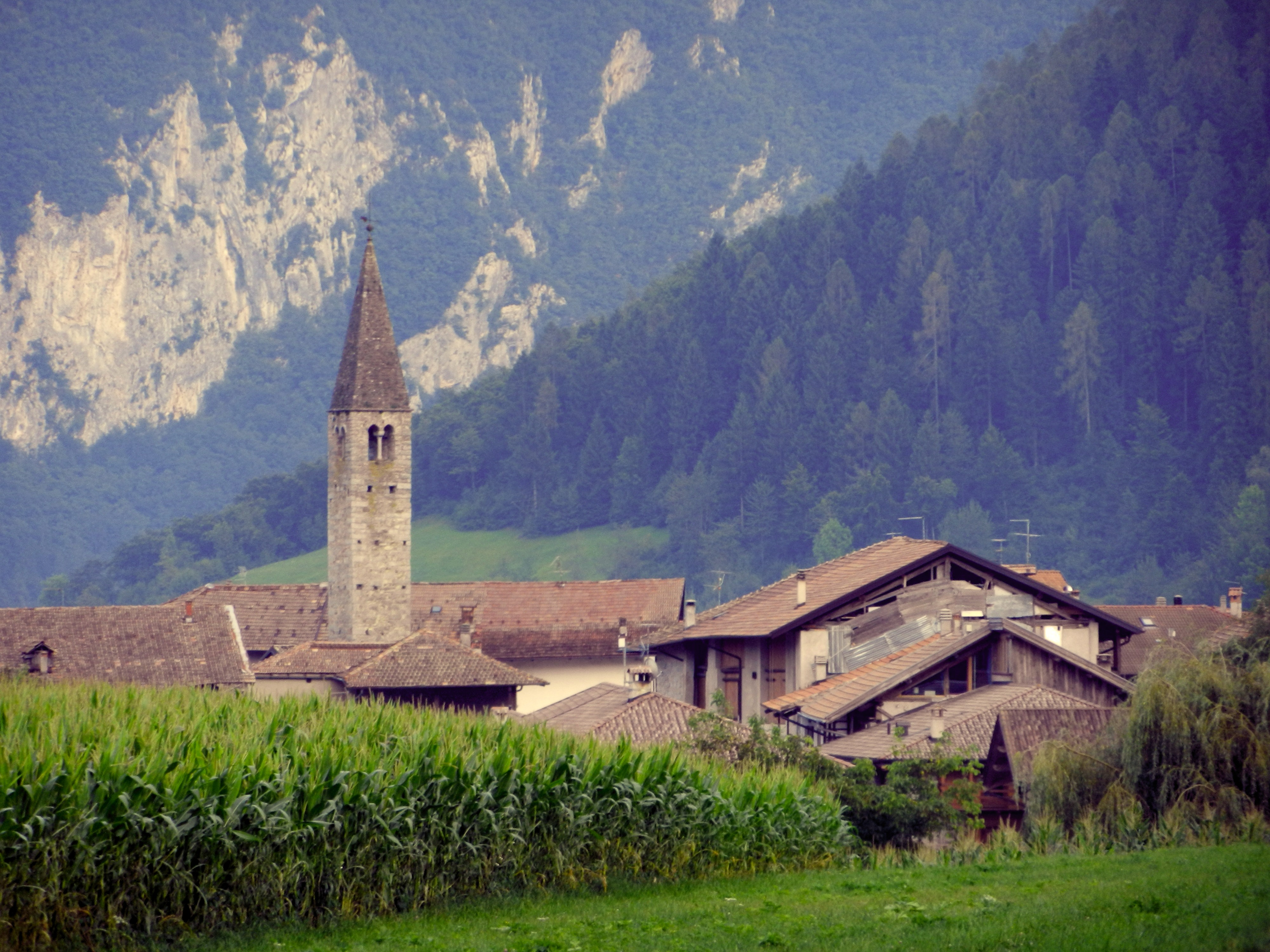
Il campanile di San Zeno si alza dall'abitato di Fiavè.

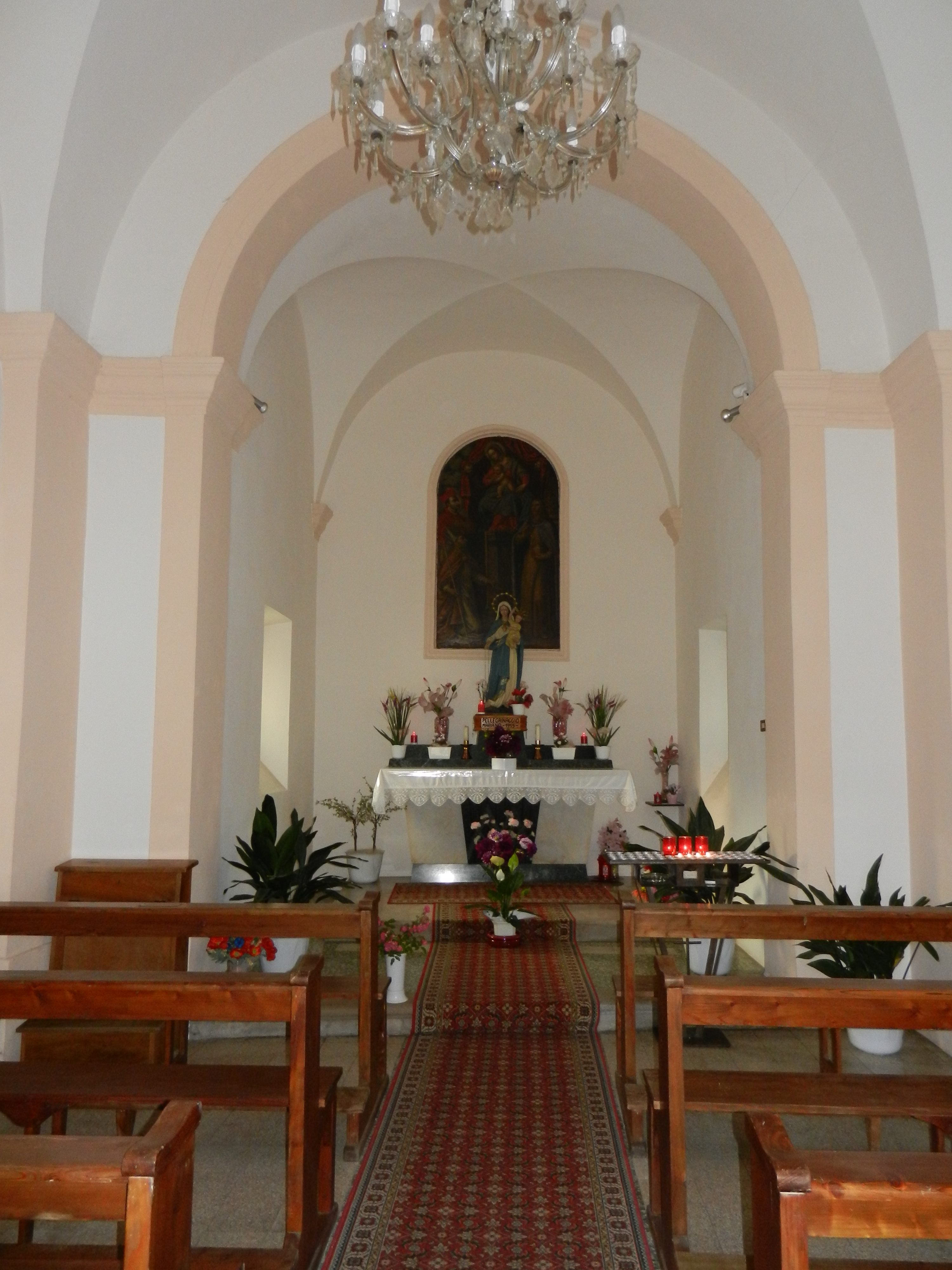
Interno della navata.

L'edificazione di San Zeno a Fiavé dovrebbe risalire ai primi anni del XV secolo poiché viene citata una prima volta già nel 1444.
Visite pastorali tra il XVI ed il XVII secolo portarono ad interventi sulle finestre, all'imbiancatura ed alla riparazione di danni alla struttura, inoltre vennero indicati lavori di manutenzione come la pulizia del sagrato. Fu anche sistemato il pavimento della sala.
In tempi successivi poi, sino al 1834, il campanile venne colpito due volte da fulmini e si dovette intervenire due volte per ripararlo. La chiesa venne danneggiata in due occasioni da incendi, ed in entrambe fu necessario intervenire in modo importante per sanare i danni causati. Nel secondo caso si rese necessaria una completa ricostruzione dell'edificio che portò ad un leggero spostamento della sua pianta e ad un ridimensionamento generale.
Nel 1868 venne inaugurata e l'anno successivo, in occasione delle festività per il patrono, fu benedetta. In seguito fu ricostruita anche la sacrestia.
A partire dalla seconda metà del XX secolo e sino al 2004 l'edificio venne restaurato in varie occasioni, vennero sostituiti l'altare, il pavimento e la porta principale, fu rifatto in parte il tetto e venne reintonacato l'esterno.

## Descrizione

### Esterni
La piccola chiesa di Fiavè mostra orientamento verso nord e si trova in posizione leggermente decentrata, a nord dell'abitato. Il prospetto principale è semplice, con due spioventi. Il portale di accesso è architravato e in una cornice lapidea. Ai lati vi sono due piccole finestre rettangolari e sopra, in asse, una finestra a lunetta e un oculo. La torre campanaria, che è la parte della struttura originale, si trova isolata sulla destra. Le sue pareti sono in pietra a vista, la cella campanaria si apre con quattro finestre a bifora e la copertura è a forma di piramide acuta a base quadrata.

### Interni
La navata interna è unica  con volta a crociera. Il presbiterio è leggermente rialzato.